# غلامرضا معتمدی‌نیا
غلامرضا معتمدی‌نیا (زادهٔ ۱۳۱۸ در منوجان) نمایندهٔ حوزهٔ انتخابیهٔ کهنوج در دورهٔ پنجم مجلس شورای اسلامی بوده‌است. وی پیش‌تر در دورهٔ چهارم نیز عضو این مجلس بود. 